# Beckwourth Pass
Der Beckwourth Pass ist ein Gebirgspass in der Sierra Nevada im US-Bundesstaat Kalifornien. Er ist mit einer Höhe von 1591 m der niedrigste Pass über das Gebirge und hat daher eine Bedeutung als Verkehrsweg über die nördliche Sierra. Über den Pass führen heute der Staats-Highway CA-70 und eine Bahnlinie der Union Pacific Railroad, die den eigentlichen Pass allerdings in einem kurzen Tunnel unterquert. Die nächstgelegene Siedlung ist der census-designated place Chilcoot-Vinton unmittelbar westlich des Passes, der nächstgelegene selbständige Ort ist Portola, Kalifornien, etwa 30 km westlich.
Der Pass wurde um 1850 von dem ehemaligen Sklaven, dann Trapper, Händler und zeitweiligen Soldaten James P. Beckwourth entdeckt, nach dem er auch benannt ist. Beckwourth baute 1850/51 den Beckwourth Trail, eine für Planwagen befahrbare Straße über die Berge, um den in der Nachfolge des Kalifornischen Goldrausches nach Kalifornien strömenden Siedlerzügen eine Abkürzung von rund 240 km (150 Meilen) gegenüber den bis dahin üblichen Routen des California Trails zu ermöglichen. Die Route führte von Osten aus den  Truckee Meadows, der Region um das etwa 40 km östlich gelegene Reno, Nevada, in die Berge nach Kalifornien, über den Beckwourth Pass und im Westen entlang mehrerer Arme des Feather Rivers hinunter nach Marysville zu den Goldfeldern Nordkaliforniens. Die ersten Siedler zogen im August 1851 über die neue Straße und den Pass, geführt von Beckwourth persönlich.
1852 ließ Beckwourth sich im Tal westlich des Passes nieder und baute ein Hotel mit Handelsposten aus dem sich der heutige CDP Beckwourth entwickelte. Er blieb bis in den Winter 1858.
Die erste Bahnlinie war eine Schmalspur-Strecke der Sierra Valley and Mohawk Valley Railroad in den 1880er Jahren, ab 1905 baute die Western Pacific Railroad eine Strecke, die weitgehend parallel zur Sierra Valley verlief. Die Western Pacific kaufte 1917 den Konkurrenten und legte die Schmalspur-Verbindung still. Die damals errichtete und mehrfach ausgebaute Bahnstrecke ist unter dem Namen Feather River Route für ihre aufwändigen Brückenbauten in den steilen Tälern bekannt. Zwischen 1949 und 1970 wurde sie vom luxuriösen Zug California Zephyr befahren. Sie dient heute nur noch dem Güterverkehr.
1939 wurde der Pass als Historic Landmark in das Denkmalschutzregister des Staates Kalifornien eingetragen.

## Weblinks

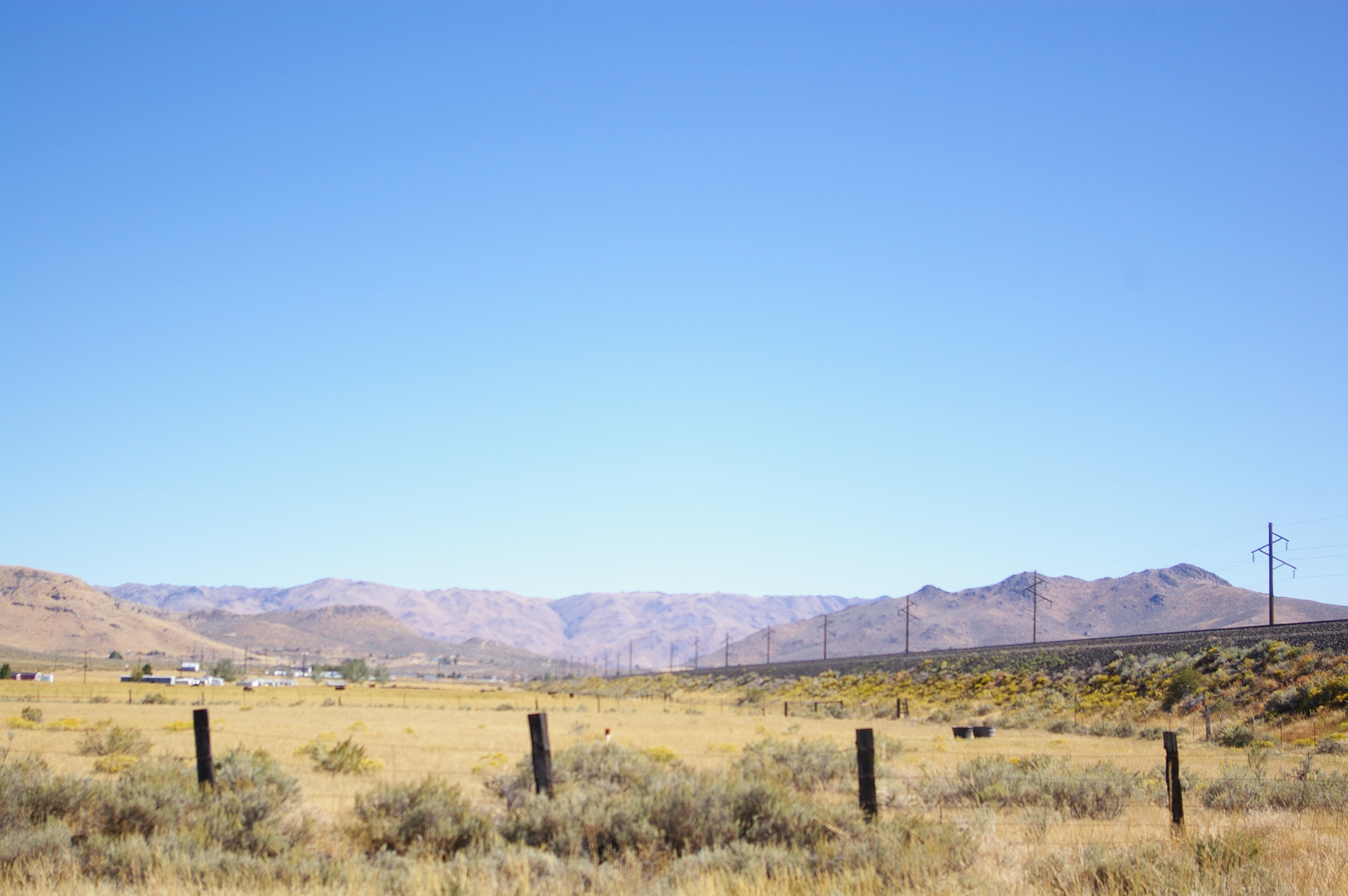
CA-70 nahe Beckwourth Pass